# Echidna (księżyc)
Echidna, pełna nazwa (42355) Typhon I Echidna – księżyc planetoidy (42355) Typhon, która należy do grupy centaurów.

## Odkrycie i nazwa
Echidna została odkryta 15 lutego 2006 roku na podstawie obserwacji wykonanych przez teleskop Hubble’a w dniu 20 stycznia 2006 roku. Odkrywcami byli astronomowie Keith S. Noll, Harold F. Levison, William M. Grundy oraz Denise C. Stephens.
Następnie księżycowi temu nadano prowizoryczne oznaczenie S/2006 (42355) 1.
Nazwa tego satelity pochodzi od Echidny, potwora w ciele kobiety z mitologii greckiej.

## Orbita i właściwości fizyczne
Księżyc ten ma średnicę ok. 89 km i krąży wokół macierzystego ciała w średniej odległości ok. 1580 km w czasie ok. 19 dni.